# 南科爾頓 (紐約州)
南科爾頓（英語：South Colton）是位於美國紐約州聖羅倫斯縣的非建制地區。

## 歷史
南科爾頓的郵局自1854年營運至今。

## 地理
南科爾頓所處的海拔為高於海平面285米（即935英呎），而該地所採用的時區為UTC-5，即北美东部时区（EST）。同時該地設有夏令時間，為UTC-5調快一小時，即UTC-4（EDT）。